# Annemiek van Vleuten
Annemiek Adriana van Vleuten (Vleuten, 8 de octubre de 1982) es una deportista neerlandesa que compitió en ciclismo en las modalidades de ruta y pista.
Participó en tres Juegos Olímpicos de Verano, entre los años 2012 y 2020, obteniendo dos medallas en Tokio 2020, oro en la contrarreloj y plata en la prueba de ruta.
En carretera ganó la clasificación general del Giro de Italia Femenino en 2018, 2019, 2022 y 2023, del Tour de Francia en 2022 y de la Vuelta a España en 2021, 2022 y 2023. Además, obtuvo nueve medallas en el Campeonato Mundial de Ciclismo en Ruta entre los años 2013 y 2022, y una medalla de oro en el Campeonato Europeo de Ciclismo en Ruta de 2020.
En pista obtuvo una medalla de plata en el Campeonato Mundial de Ciclismo en Pista de 2018, en la prueba de persecución individual.

## Trayectoria
Debutó como profesional a finales de 2007. En 2008 ingresó en el equipo profesional DSB Bank (renombrado en 2012 Rabobank) con el que estuvo hasta 2014. La temporada de 2015 la disputó con el Bigla, entre 2016 y 2020 estuvo bajo el Orica-Scott/Mitchelton-Scott y entre 2021 y 2023 compitió con el equipo español de Movistar.
En los Juegos Olímpicos de Londres 2012 disputó la prueba en ruta, acabando decimocuarta. En Río de Janeiro 2016 no pudo terminar la prueba de ruta. En Tokio 2020 se coronó campeona en la contrarreloj, ganando a la suiza Marlen Reusser y a su compatriota Anna van der Breggen, y fue segunda en la prueba de ruta, por detrás de la austríaca Anna Kiesenhofer.
Se proclamó cuatro veces campeona en el Mundial de Ruta, en los años 2017 (contrarreloj), 2018 (contrarreloj), 2019 (ruta) y 2022 (ruta).
Por su trayectoria, en 2022 recibió el premio Bicicleta de Oro. Fue nombrada mejor ciclista de los Países Bajos en tres ocasiones, 2017, 2019 y 2021.
Se retiró de la competición en septiembre de 2023, después de 17 temporadas en la élite y con 104 victorias en su palmarés.

## Medallero internacional
| Juegos Olímpicos   | Juegos Olímpicos         | Juegos Olímpicos  | Juegos Olímpicos                |
| Año                | Lugar                    | Medalla           | Competición                     |
| ------------------ | ------------------------ | ----------------- | ------------------------------- |
| 2020               | Tokio ( Japón)           | Medalla de oro    | Contrarreloj                    |
| 2020               | Tokio ( Japón)           | Medalla de plata  | Ruta                            |
| Campeonato Mundial |                          |                   |                                 |
| Año                | Lugar                    | Medalla           | Competición                     |
| 2013               | Florencia ( Italia)      | Medalla de plata  | Contrarreloj por equipos        |
| 2017               | Bergen ( Noruega)        | Medalla de oro    | Contrarreloj                    |
| 2018               | Innsbruck ( Austria)     | Medalla de oro    | Contrarreloj                    |
| 2019               | Yorkshire ( Reino Unido) | Medalla de oro    | Ruta                            |
| 2019               | Yorkshire ( Reino Unido) | Medalla de bronce | Contrarreloj                    |
| 2020               | Imola ( Italia)          | Medalla de plata  | Ruta                            |
| 2021               | Flandes ( Bélgica)       | Medalla de plata  | Contrarreloj por relevos mixtos |
| 2021               | Flandes ( Bélgica)       | Medalla de bronce | Contrarreloj                    |
| 2022               | Wollongong ( Australia)  | Medalla de oro    | Ruta                            |
| Juegos Europeos    |                          |                   |                                 |
| Año                | Lugar                    | Medalla           | Competición                     |
| 2015               | Bakú ( Azerbaiyán)       | Medalla de bronce | Contrarreloj                    |
| Campeonato Europeo |                          |                   |                                 |
| Año                | Lugar                    | Medalla           | Competición                     |
| 2020               | Plouay ( Francia)        | Medalla de oro    | Ruta                            |

| Campeonato Mundial | Campeonato Mundial        | Campeonato Mundial | Campeonato Mundial     |
| Año                | Lugar                     | Medalla            | Competición            |
| ------------------ | ------------------------- | ------------------ | ---------------------- |
| 2018               | Apeldoorn ( Países Bajos) | Medalla de plata   | Persecución individual |

## Palmarés
| 2010 - Novilon Eurocup Ronde van Drenthe - 1 etapa de la Gracia-Orlová - 1 etapa de la Iurreta-Emakumeen Bira - La Route de France, más 1 etapa 2011 - Tour de Flandes - Open de Suède Vargarda - Gran Premio de Plouay - Copa del Mundo 2012 - Gran Premio Stad Roeselare - 2 etapas del Festival Elsy Jacobs - Parkhotel Valkenburg Hills Classic - 7-Dorpenomloop Aalburg - 1 etapa de la Emakumeen Euskal Bira - 2.ª en el Campeonato de los Países Bajos Contrarreloj - Campeonato de los Países Bajos en Ruta - 1 etapa del Premondiale Giro Toscana Int. Femminile-Memorial Michela Fanini 2013 - 1 etapa del Festival Elsy Jacobs - 3.ª en el Campeonato de los Países Bajos Contrarreloj - 3.ª en el Campeonato de los Países Bajos en Ruta - 1 etapa del Tour de Turingia femenino - 1 etapa del Trophée d'Or Féminin 2014 - Campeonato de los Países Bajos Contrarreloj - 2 etapas del Giro de Italia Femenino - Lotto-Belisol Belgium Tour, más 2 etapas 2015 - 1 etapa de la Emakumeen Euskal Bira - 3.ª en los Juegos Europeos Contrarreloj - 3.ª en el Campeonato de los Países Bajos en Ruta - 1 etapa del Giro de Italia Femenino - 1 etapa del Giro de la Toscana-Memorial Michela Fanini 2016 - 1 etapa del Festival Luxemburgués de Ciclismo Femenino Elsy Jacobs - 1 etapa del Auensteiner Radsporttage - Campeonato de los Países Bajos Contrarreloj - Lotto Belgium Tour, más 2 etapas 2017 - Cadel Evans Great Ocean Road Race Women - Durango-Durango Emakumeen Saria - 1 etapa de la Emakumeen Euskal Bira - Campeonato de los Países Bajos Contrarreloj - 3.ª en el Giro de Italia Femenino, más 2 etapas, clasificación por puntos y clasificación de la montaña - La Course by Le Tour de France - Boels Rental Ladies Tour, más 2 etapas - Campeonato Mundial Contrarreloj - UCI World Ranking 2018 - 1 etapa del Herald Sun Tour - 1 etapa de la Emakumeen Euskal Bira - Giro de Italia Femenino , más 3 etapas y clasificación por puntos - La Course by Le Tour de France - Veenendaal Veenendaal Classic - Boels Ladies Tour, más 3 etapas - Campeonato Mundial Contrarreloj - UCI WorldTour Femenino - UCI World Ranking | 2019 - Strade Bianche - Lieja-Bastoña-Lieja - Campeonato de los Países Bajos Contrarreloj - Giro de Italia Femenino , más 2 etapas, clasificación por puntos y clasificación de la montaña - 1 etapa del Boels Ladies Tour - 3.ª en el Campeonato Mundial Contrarreloj - Campeonato Mundial en Ruta 2020 - Omloop Het Nieuwsblad - Emakumeen Nafarroako Klasikoa - Clásica Féminas de Navarra - Durango-Durango Emakumeen Saria - Strade Bianche - 2.ª en el Campeonato de los Países Bajos en Ruta - Campeonato Europeo en Ruta - 1 etapa del Giro de Italia Femenino - 2.ª en el Campeonato Mundial en Ruta 2021 - A Través de Flandes - Tour de Flandes - Setmana Ciclista Valenciana, más 1 etapa - Emakumeen Nafarroako Klasikoa - 2.ª en los Juegos Olímpicos en Ruta - Juegos Olímpicos Contrarreloj - Clásica San Sebastián - Ladies Tour of Norway, más 1 etapa - Ceratizit Challenge by La Vuelta , más 2 etapas - 3.ª en el Campeonato Mundial Contrarreloj - UCI WorldTour Femenino - UCI World Ranking 2022 - Setmana Ciclista Valenciana, más 1 etapa - Omloop Het Nieuwsblad - Lieja-Bastoña-Lieja - Giro de Italia Femenino , más 2 etapas y clasificación por puntos - Tour de Francia Femenino , más 2 etapas - Ceratizit Challenge by La Vuelta , más 1 etapa - Campeonato Mundial en Ruta - UCI WorldTour Femenino - UCI World Ranking 2023 - Vuelta a España - 3.ª en el Campeonato de los Países Bajos Contrarreloj - Giro de Italia Femenino , más 3 etapas, clasificación por puntos y clasificación de la montaña - Tour de Escandinavia |

## Resultados
Durante su carrera deportiva consiguió los siguientes puestos en las Grandes Vueltas femeninas, en los Juegos Olímpicos y en los diferentes campeonatos y competiciones internacionales y nacionales:

### Grandes Vueltas
| Carrera | Carrera         | 2008 | 2009 | 2010 | 2011 | 2012 | 2013 | 2014 | 2015 | 2016 | 2017 | 2018 | 2019 | 2020 | 2021 | 2022 | 2023 |
| ------- | --------------- | ---- | ---- | ---- | ---- | ---- | ---- | ---- | ---- | ---- | ---- | ---- | ---- | ---- | ---- | ---- | ---- |
|         | Giro de Italia  | —    | —    | —    | 75.ª | Ab.  | Ab.  | 8.ª  | 35.ª | —    | 3.ª  | 1.ª  | 1.ª  | Ab.  | —    | 1.ª  | 1.ª  |
|         | Tour de Francia | —    | —    | X    | X    | X    | X    | X    | X    | X    | X    | X    | X    | X    | X    | 1.ª  | 4.ª  |
|         | Vuelta a España | X    | X    | X    | X    | X    | X    | X    | —    | —    | —    | —    | —    | 6.º  | 1.º  | 1.º  | 1.º  |

| —: No participó | Ab: Abandono | X: Edición no celebrada |

### Campeonatos y JJOO
| Carrera                        | Especialidad | 2009         | 2010         | 2011         | 2012         | 2013         | 2014         | 2015         | 2016         | 2017         | 2018         | 2019         | 2020         | 2021         | 2022         | 2023 |
| ------------------------------ | ------------ | ------------ | ------------ | ------------ | ------------ | ------------ | ------------ | ------------ | ------------ | ------------ | ------------ | ------------ | ------------ | ------------ | ------------ | ---- |
| Juegos Olímpicos               | Ruta         | No disputado | No disputado | No disputado | 14.ª         | No disputado | No disputado | No disputado | Ab.          | No disputado | No disputado | No disputado | No disputado | 2.ª          | ND           | ND   |
| Juegos Olímpicos               | Contrarreloj | No disputado | No disputado | No disputado | —            | No disputado | No disputado | No disputado | —            | No disputado | No disputado | No disputado | No disputado | 1.ª          | ND           | ND   |
| Campeonato Mundial             | Ruta         | —            | 25.ª         | 24.ª         | 11.ª         | 15.ª         | —            | —            | 53.ª         | 4.ª          | 7.ª          | 1.ª          | 2.ª          | 19.ª         | 1.ª          | 8.ª  |
| Campeonato Mundial             | Contrarreloj | —            | —            | —            | —            | —            | —            | —            | 5.ª          | 1.ª          | 1.ª          | 3.ª          | —            | 3.ª          | 7.ª          | —    |
| Campeonato Europeo             | Ruta         | X            | X            | X            | X            | X            | X            | X            | —            | —            | —            | —            | 1.ª          | 9.ª          | —            | —    |
| Campeonato Europeo             | Contrarreloj | X            | X            | X            | X            | X            | X            | X            | —            | —            | —            | —            | —            | —            | —            | —    |
| Juegos Europeos                | Ruta         | No disputado | No disputado | No disputado | No disputado | No disputado | No disputado | 7.ª          | No disputado | No disputado | No disputado | —            | No disputado | No disputado | No disputado | —    |
| Juegos Europeos                | Contrarreloj | No disputado | No disputado | No disputado | No disputado | No disputado | No disputado | 3.ª          | No disputado | No disputado | No disputado | —            | No disputado | No disputado | No disputado | —    |
| Campeonato de los Países Bajos | Ruta         | 7.ª          | 9.ª          | 8.ª          | 1.ª          | 3.ª          | 4.ª          | 3.ª          | 7.ª          | 6.ª          | 6.ª          | 4.ª          | —            | 11.ª         | —            | 5.ª  |
| Campeonato de los Países Bajos | Contrarreloj | 10.ª         | 4.ª          | —            | 2.ª          | 3.ª          | 1.ª          | 6.ª          | 1.ª          | 1.ª          | 4.ª          | 1.ª          | X            | 4.ª          | —            | 3.ª  |

| —: No participó | Ab: Abandono | X: Edición no celebrada |

## Equipos
- Therme Skin Care (09.2007)
- Vrienden van het Platteland (2008)
- DSB Bank/Nederland Bloeit/Rabobank/Rabo (2009-2012)
  - DSB Bank-Nederland Bloeit (2009)
  - Nederland Bloeit (2010-2011)
  - Rabobank Women Cycling Team (2012)
  - Rabo Women Cycling Team (2013)
  - Rabo Liv Women Cycling Team (2014)
- Bigla Pro Cycling Team (2015)
- Orica/Mitchelton (2016-2020)
  - Orica-AIS (2016)
  - Orica-Scott (2017)
  - Mitchelton-Scott (2018-2020)
- Movistar Team (2021-2023)